# 양수철교

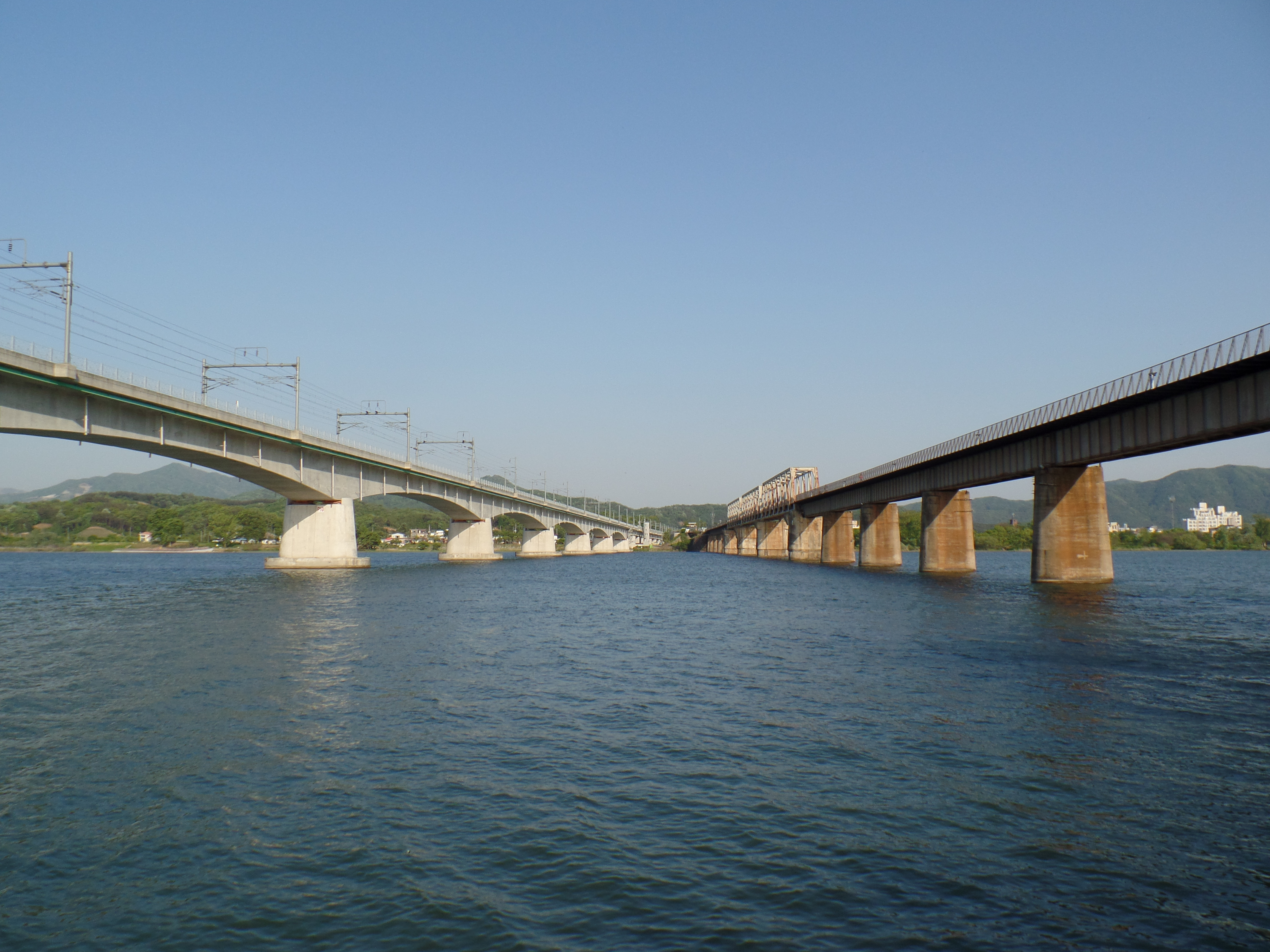
현 중앙선 양수철교와 구 중앙선 북한강철교

양수철교(兩水鐵橋)는 운길산역과 양수역 사이를 잇는 철교이다. 현재 중앙선 열차가 이용하는 교량이다.

## 역사
구 철교는 북한강교(北漢江橋) 혹은 북한강철교 등으로 불렸으며, 1939년 4월 1일에 중앙선의 청량리역-양평역 구간이 개통되면서 사용되기 시작했다. 이후 6.25 전쟁 초기에 한 번 파괴된 것을 1950년 12월까지 수리했다가, 중국 인민해방군의 참전으로 1·4 후퇴를 하는 등 북한강변이 다시 전쟁터가 되면서 파괴된다. 이렇게 파괴된 다리는 1952년 2월에 완전히 복구되었다.
중앙선의 복선 전철 공사를 시작하며 양수역이 능내역 대신 운길산역과 이어지게 되면서 새로이 다리를 건설하기 시작했고, 이를 양수철교라고 부르고 있다. 과거에 사용되던 북한강철교는 현재까지 남한강 자전거길 자전거 전용도로의 다리로 활용되고 있다.

### 연혁
- 1939년 4월 1일: 중앙선 청량리역 ~ 양평역 구간이 개통되면서 열차가 다니기 시작
- 2008년 12월 29일: 중앙선 팔당역 - 국수역 구간 복선 전철 개통과 함께 신설 교량이 개통되어 열차가 다니기 시작
- 2011년: 구 북한강철교를 자전거다리로 사용하기 시작함

양수철교는 구 북한강 철교가 자전거 도로로 바뀌면서 새로 지어진 철교다.